# Großer Preis von São Paulo 2024
Der Große Preis von São Paulo 2024 (offiziell Formula 1 Lenovo Grande Prêmio de São Paulo 2024) fand am 3. November auf dem Autodrómo José Carlos Pace in São Paulo statt und war das 21. Rennen der Formel-1-Weltmeisterschaft 2024.

## Bericht

### Hintergründe
Nach dem Großen Preis von Mexiko führte Max Verstappen in der Fahrerwertung mit 47 Punkten vor Lando Norris und mit 71 Punkten vor Charles Leclerc. In der Konstrukteurswertung führte McLaren-Mercedes mit 29 Punkten vor Ferrari und mit 54 Punkten vor Red Bull.
Beim Großen Preis von São Paulo stellte Pirelli den Fahrern die Reifenmischungen C3 Hard (weiß), C4 Medium (gelb) und C5 Soft (rot) sowie Cinturato Intermediates (grün) und Cinturato Full-Wets (blau) für nasse Bedingungen zur Verfügung.
Im Rahmen des Wochenendes fand der fünfte Sprint der Saison statt. Dabei fand der Sprint in São Paulo zum ersten Mal nicht als letzter in der Saison statt.
Williams trat erneut mit einer Sonderlackierung an: Die beiden FW46, gefahren von Alexander Albon und Franco Colapinto, wurden in Zusammenarbeit mit Sponsor Mercado Libre mit einer auffälligen gelben Motorabdeckung versehen.
Kevin Magnussen fiel krankheitsbedingt aus, sein Cockpit bei Haas übernahm wie in Baku Oliver Bearman. Zunächst plante das Team, dass Magnussen nur das Training und den Sprint verpasst und zum Qualifying für den Grand Prix wieder antritt, jedoch bestätigte Haas nach dem Sprint-Qualifying, dass Bearman auch am Rest des Wochenendes teilnimmt.
Pierre Gasly bestritt seinen 150. Grand Prix.
Fernando Alonso (acht), Verstappen (sechs), Lance Stroll (fünf), Nico Hülkenberg, Sergio Pérez (jeweils vier), Esteban Ocon (drei), George Russell, Colapinto (jeweils zwei) und Carlos Sainz jr. (einer) gingen mit Strafpunkten ins Rennwochenende.
Mit Verstappen, Lewis Hamilton und Russell (jeweils einmal) traten alle ehemaligen Sieger zu diesem Grand Prix an. Hamilton (zweimal) und Verstappen (einmal) gewannen zudem Große Preise von Brasilien, welche ebenfalls auf dem Autodromo José Carlos Pace ausgetragen wurden.
Als Rennkommissare für dieses Rennwochenende fungierten Gerd Ennser (DEU), Andrew Mallalieu (BRB), Johnny Herbert (GBR) und Luciano Burti (BRA).

### Training
In der ersten und einzigen Trainingssession setzte Norris mit 1:10,610 Minuten die Bestzeit vor Russell und Bearman.

### Sprint-Qualifying
Das Sprint-Qualifying bestand aus drei Teilen mit einer Nettolaufzeit von 30 Minuten. Im ersten Qualifying-Segment (SQ1) hatten die Fahrer zwölf Minuten Zeit, um sich für den Sprint zu qualifizieren. Alle Fahrer, die im ersten Abschnitt eine Zeit erzielten, die maximal 107 Prozent der schnellsten Rundenzeit betrug, qualifizierten sich für den Sprint. Die besten 15 Fahrer erreichten den nächsten Qualifikationsabschnitt. Norris war Schnellster. Beide Aston Martin-Piloten, Zhou Guanyu, Yuki Tsunoda und Ocon schieden aus.
Der zweite Abschnitt (SQ2) dauerte zehn Minuten. Die schnellsten zehn Piloten qualifizierten sich für den dritten Teil des Qualifyings. Norris war erneut Schnellster. Valtteri Bottas, Colapinto, Pérez, Hülkenberg und Hamilton schieden aus.
Der letzte Abschnitt (SQ3) ging über eine Zeit von acht Minuten, in denen die ersten zehn Startpositionen vergeben wurden. Piastri erzielte mit einer Zeit von 1:08,899 Minuten die Bestzeit vor Norris und Leclerc.

### Sprint
Der Sprint, welcher über 24 Runden ging, wurde nach Stallorder von Norris vor Piastri und Verstappen gewonnen. Verstappen verlor allerdings nach dem Rennen den dritten Platz, da er sich unter virtuellem Safety-Car neben Piastri setzte und diesen Fehler zu spät bemerkte. Er erhielt daraufhin eine Fünf-Sekunden-Zeitstrafe und fiel hinter Leclerc zurück. Die restlichen Punkteplatzierungen belegten Sainz jr., Russell, Gasly und Pérez.
Qualifying
Das Qualifying wurde wegen heftigem Regen auf den Rennsonntag verschoben. Es war das sechste Mal in der Geschichte der Formel-1-Weltmeisterschaft, dass Rennen und Qualifying am selben Tag ausgetragen wurden, letztmals beim Großen Preis von Japan 2019.
Das Qualifying bestand aus drei Teilen mit einer Nettolaufzeit von 45 Minuten. Im ersten Qualifying-Segment (Q1) hatten die Fahrer 18 Minuten Zeit, um sich für das Rennen zu qualifizieren. Alle Fahrer, die im ersten Abschnitt eine Zeit erzielten, die maximal 107 Prozent der schnellsten Rundenzeit betrug, qualifizierten sich für den Grand Prix. Die besten 15 Fahrer erreichten den nächsten Teil. Verstappen war Schnellster. Das Segment wurde nach einem Unfall von Colapinto unterbrochen. Beide Haas-Piloten, Zhou, Colapinto und Hamilton schieden aus.
Der zweite Abschnitt (Q2) dauerte 15 Minuten. Die zehn schnellsten Piloten qualifizierten sich für den dritten Teil des Qualifyings. Norris war Schnellster. Aufgrund von Unfällen von Sainz jr. und Stroll wurde das Segment zweimal mit roter Flagge unterbrochen. Gasly, Sainz jr., beide Red-Bull-Piloten und Bottas schieden aus.
Der finale Abschnitt (Q3) ging über eine Zeit von zwölf Minuten, in denen die ersten zehn Startpositionen vergeben wurden. Norris fuhr mit einer Rundenzeit von 1:23,405 Minuten die Bestzeit vor Russell und Tsunoda. Auch in diesem Abschnitt wurden durch Unfälle von Alonso und Albon zwei rote Flaggen ausgelöst.

### Rennen
Das Rennen sollte um 14:00 Uhr Ortszeit (UTC−3) stattfinden, wurde jedoch aufgrund der Wettervorhersage auf 12:30 Uhr Ortszeit verschoben.
Das Rennen fand bei regnerischen Bedingungen auf nasser Strecke statt. Alle Autos waren mit Intermediates- oder Regenreifen ausgestattet. Aufgrund der Beschädigungen am Wagen von Albon und der kürze der Zeit zwischen Qualifying und Rennen, konnte dieser nicht zum Rennen starteten, sein Startplatz (7) blieb frei. In der Einführungsrunde herrschte Verwirrung, als Stroll sich drehte, die Mauer berührte und dann in einem nahegelegenen Kiesbett landete, was bedeutete, dass auch er nicht am Rennen teilnehmen konnte. Zusammen mit Albons Abwesenheit und Sainz jr., der aus der Boxengasse startete, blieben drei Plätze in der Startaufstellung frei. Der Rennleiter zeigte daher die Startabbruchmeldung an. Der Pole-Setter Norris, Lawson, Tsunoda und Russell schienen jedoch fälschlicherweise davon auszugehen, dass der Rennleiter angekündigt hatte, dass eine zusätzliche Einführungsrunde stattfinden würde, und gegen alle vier Fahrer wurde schließlich wegen eines Verstoßes gegen die Startprozedur ermittelt. Gegen die beiden Mercedes-Fahrer Russell und Hamilton wurde zudem separat ermittelt, weil Mercedes den Reifendruck beider Autos geändert hatte, während die Räder noch am Auto montiert waren. Letztendlich wurden Geldstrafen gegen Russell, Norris und das Mercedes-Team verhängt.
Die zweite Einführungsrunde begann dreizehn Minuten nach der ersten. Beim Start überholte Russell Norris und übernahm die Führung. Nachdem Verstappen vom 17. Startplatz aus gestartet war, obwohl er in der tatsächlichen Reihenfolge auf dem 14. Platz lag, machte er bis zur zwölften Runde elf Plätze gut und rückte bis auf den sechsten Platz vor.
In Runde 27 drehte sich Hülkenberg in der ersten Kurve und blieb auf einer Bodenwelle stehen, sodass er seinen Boliden nicht mehr in Bewegung setzen konnte. Die Streckenposten halfen ihm, zurück auf die Strecke zu kommen. Wegen der Inanspruchnahme von fremder Hilfe wurde ihm in der anschließenden Rennunterbrechung die schwarze Flagge gezeigt und er vom Rennen ausgeschlossen. Dies war das erste Mal seit dem Großen Preis von Kanada 2007, dass ein Fahrer während eines Rennens disqualifiziert wurde. Hülkenbergs Vorfall löste in Runde 28 ein virtuelles Safety-Car aus, und Norris und Russell fuhren als Reaktion darauf an die Box, wodurch Ocon, Verstappen und Gasly weiter nach vorne kamen, wobei Ocon die Führung von Russell übernahm.
Aufgrund schlechter werdender Streckenverhältnisse wurde in der 30. Runde dann aus Sicherheitsgründen von der Rennleitung das Safety-Car auf die Strecke geschickt. Nachdem Colapinto auf der Start-Ziel-Geraden die Kontrolle über seinen Williams verlor und heftig in die Streckenbegrenzung einschlug, brach die Rennleitung das Rennen mit roter Flagge ab. Nutznießer hiervon waren Verstappen und die beiden Alpine-Piloten, welche sich somit einen Boxenstopp sparten, da während der Rennunterbrechung an den Wagen gearbeitet werden und Reifen gewechselt werden durfte.
Der Restart erfolgte dann hinter dem Safety-Car. Ocon konnte zunächst die Führung vor Verstappen behaupten, während Norris in Kurve 4 neben die Strecke geriet und seinen Platz an Russell verlor.
In der 40. Runde kam erneut Safety-Car zum Einsatz, da Sainz jr. in Kurve 8 von der Strecke abkam und einschlug. Am Ende der 42. Runde wurde das Rennen dann erneut freigegeben. Ocon konnte erneut Verstappen hinter sich halten. Dahinter verbremste sich Norris und verlor nochmals zwei Plätze und war nun Siebter. Derweil ging Verstappen in Führung und behielt diese auch bis zum Rennende während er eine schnellste Runde nach der anderen fuhr und so den Abstand auf Ocon Runde für Runde ausbaute. Er gewann schließlich mit 19 Sekunden Vorsprung vor den beiden Alpine von Ocon und Gasly. Für Verstappen war es der 62. Sieg in der Formel-1-Weltmeisterschaft. Die restlichen Punkteplatzierungen belegten Russell, Leclerc, Norris, Piastri, Tsunoda, Lawson und Hamilton. Aufgrund einer Zehn-Sekunden-Zeitstrafe fiel Piastri hinter Tsunoda zurück. Verstappen fuhr zudem die schnellste Rennrunde und erhielt dafür einen weiteren Punkt.
Dies war eines von drei Formel-1-Rennen, die von einem Fahrer gewonnen wurden, der als 17. startete. Eines davon war Kimi Räikkönens Triumph für McLaren beim Großen Preis von Japan 2005. Das Doppelpodium von Ocon und Gasly war Alpines erstes der Saison. Dies war auch der erste Podiumsplatz sowohl für das Alpine-Team als auch für ein Auto mit Renault-Antrieb seit dem Großen Preis der Niederlande 2023.
In der Fahrerwertung baute Verstappen seinen Vorsprung auf Norris auf 62 Punkte bei noch drei verbleibenden Rennen aus. Leclerc hielt den dritten Platz, ist allerdings rechnerisch aus dem Titelkampf ausgeschieden. In der Konstrukteurswertung blieben die ersten drei Positionen unverändert. Alpine verdreifachte seinen Punktzahl von 16 auf 49 Punkte und verbesserte sich auf den sechsten Platz.

## Meldeliste
| Team                          | Nr. | Fahrer           | Chassis                           | Motor      | Reifen |
| ----------------------------- | --- | ---------------- | --------------------------------- | ---------- | ------ |
| Oracle Red Bull Racing        | 01  | Max Verstappen   | Red Bull Racing RB20              | Honda RBPT | P      |
| Oracle Red Bull Racing        | 11  | Sergio Pérez     | Red Bull Racing RB20              | Honda RBPT | P      |
| Mercedes-AMG Petronas F1 Team | 63  | George Russell   | Mercedes-AMG F1 W15 E Performance | Mercedes   | P      |
| Mercedes-AMG Petronas F1 Team | 44  | Lewis Hamilton   | Mercedes-AMG F1 W15 E Performance | Mercedes   | P      |
| Scuderia Ferrari              | 16  | Charles Leclerc  | Ferrari SF-24                     | Ferrari    | P      |
| Scuderia Ferrari              | 55  | Carlos Sainz jr. | Ferrari SF-24                     | Ferrari    | P      |
| McLaren F1 Team               | 81  | Oscar Piastri    | McLaren MCL38                     | Mercedes   | P      |
| McLaren F1 Team               | 04  | Lando Norris     | McLaren MCL38                     | Mercedes   | P      |
| Aston Martin Aramco F1 Team   | 18  | Lance Stroll     | Aston Martin AMR24                | Mercedes   | P      |
| Aston Martin Aramco F1 Team   | 14  | Fernando Alonso  | Aston Martin AMR24                | Mercedes   | P      |
| BWT Alpine F1 Team            | 31  | Esteban Ocon     | Alpine A524                       | Renault    | P      |
| BWT Alpine F1 Team            | 10  | Pierre Gasly     | Alpine A524                       | Renault    | P      |
| Williams Racing               | 23  | Alexander Albon  | Williams FW46                     | Mercedes   | P      |
| Williams Racing               | 43  | Franco Colapinto | Williams FW46                     | Mercedes   | P      |
| Visa Cash App RB F1 Team      | 30  | Liam Lawson      | RB VCARB 01                       | Honda RBPT | P      |
| Visa Cash App RB F1 Team      | 22  | Yuki Tsunoda     | RB VCARB 01                       | Honda RBPT | P      |
| Stake F1 Team Kick Sauber     | 77  | Valtteri Bottas  | KICK Sauber C44                   | Ferrari    | P      |
| Stake F1 Team Kick Sauber     | 24  | Zhou Guanyu      | KICK Sauber C44                   | Ferrari    | P      |
| MoneyGram Haas F1 Team        | 50  | Oliver Bearman   | Haas VF-24                        | Ferrari    | P      |
| MoneyGram Haas F1 Team        | 27  | Nico Hülkenberg  | Haas VF-24                        | Ferrari    | P      |

## Klassifikationen

### Sprint-Qualifying
| Pos.                                                                       | Fahrer           | Konstrukteur                 | Q1       | Q2       | Q3         | Start |
| -------------------------------------------------------------------------- | ---------------- | ---------------------------- | -------- | -------- | ---------- | ----- |
| 01                                                                         | Oscar Piastri    | McLaren-Mercedes             | 1:10,265 | 1:09,239 | 1:08,899   | 01    |
| 02                                                                         | Lando Norris     | McLaren-Mercedes             | 1:09,477 | 1:09,063 | 1:08,928   | 02    |
| 03                                                                         | Charles Leclerc  | Ferrari                      | 1:10,388 | 1:09,248 | 1:09,153   | 03    |
| 04                                                                         | Max Verstappen   | Red Bull Racing-Honda RBPT   | 1:10,409 | 1:09,489 | 1:09,219   | 04    |
| 05                                                                         | Carlos Sainz jr. | Ferrari                      | 1:10,503 | 1:09,500 | 1:09,257   | 05    |
| 06                                                                         | George Russell   | Mercedes                     | 1:10,479 | 1:09,683 | 1:09,443   | 06    |
| 07                                                                         | Pierre Gasly     | Alpine-Renault               | 1:10,630 | 1:09,610 | 1:09,622   | 07    |
| 08                                                                         | Liam Lawson      | RB-Honda RBPT                | 1:10,576 | 1:09,827 | 1:09,941   | 08    |
| 09                                                                         | Alexander Albon  | Williams-Mercedes            | 1:10,366 | 1:09,844 | 1:10,078   | 09    |
| 10                                                                         | Oliver Bearman   | Haas-Ferrari                 | 1:10,442 | 1:09,629 | keine Zeit | 10    |
| 11                                                                         | Lewis Hamilton   | Mercedes                     | 1:10,625 | 1:09,941 | –          | 11    |
| 12                                                                         | Nico Hülkenberg  | Haas-Ferrari                 | 1:10,466 | 1:09,964 | –          | 12    |
| 13                                                                         | Sergio Pérez     | Red Bull Racing-Honda RBPT   | 1:10,392 | 1:10,024 | –          | 13    |
| 14                                                                         | Franco Colapinto | Williams-Mercedes            | 1:10,470 | 1:10,275 | –          | 14    |
| 15                                                                         | Valtteri Bottas  | Kick Sauber-Ferrari          | 1:10,861 | 1:10,595 | –          | 15    |
| 16                                                                         | Fernando Alonso  | Aston Martin Aramco-Mercedes | 1:10,978 | –        | –          | Box   |
| 17                                                                         | Esteban Ocon     | Alpine-Renault               | 1:11,052 | –        | –          | 16    |
| 18                                                                         | Yuki Tsunoda     | RB-Honda RBPT                | 1:11,121 | –        | –          | 17    |
| 19                                                                         | Lance Stroll     | Aston Martin Aramco-Mercedes | 1:11,280 | –        | –          | Box   |
| 20                                                                         | Zhou Guanyu      | Kick Sauber-Ferrari          | 1:12,978 | –        | –          | Box   |
| 107-Prozent-Zeit: 1:14,340 min (bezogen auf SQ1-Bestzeit von 1:09,477 min) |                  |                              |          |          |            |       |

### Sprint
| Pos. | Fahrer           | Konstrukteur                 | Runden | Stopps | Zeit      | Start |
| ---- | ---------------- | ---------------------------- | ------ | ------ | --------- | ----- |
| 01   | Lando Norris     | McLaren-Mercedes             | 24     | 0      | 29:46,045 | 02    |
| 02   | Oscar Piastri    | McLaren-Mercedes             | 24     | 0      | + 0,593   | 01    |
| 03   | Charles Leclerc  | Ferrari                      | 24     | 0      | + 5,656   | 03    |
| 04   | Max Verstappen   | Red Bull Racing-Honda RBPT   | 24     | 0      | + 6,497   | 04    |
| 05   | Carlos Sainz jr. | Ferrari                      | 24     | 0      | + 7,224   | 05    |
| 06   | George Russell   | Mercedes                     | 24     | 0      | + 12,475  | 06    |
| 07   | Pierre Gasly     | Alpine-Renault               | 24     | 0      | + 18,161  | 07    |
| 08   | Sergio Pérez     | Red Bull Racing-Honda RBPT   | 24     | 0      | + 18,717  | 13    |
| 09   | Liam Lawson      | RB-Honda RBPT                | 24     | 0      | + 20,373  | 08    |
| 10   | Alexander Albon  | Williams-Mercedes            | 24     | 0      | + 24,606  | 09    |
| 11   | Lewis Hamilton   | Mercedes                     | 24     | 0      | + 29,764  | 11    |
| 12   | Franco Colapinto | Williams-Mercedes            | 24     | 0      | + 33,233  | 14    |
| 13   | Esteban Ocon     | Alpine-Renault               | 24     | 0      | + 34,128  | 16    |
| 14   | Oliver Bearman   | Haas-Ferrari                 | 24     | 0      | + 35,507  | 10    |
| 15   | Yuki Tsunoda     | RB-Honda RBPT                | 24     | 0      | + 41,374  | 17    |
| 16   | Valtteri Bottas  | Kick Sauber-Ferrari          | 24     | 0      | + 43,231  | 15    |
| 17   | Zhou Guanyu      | Kick Sauber-Ferrari          | 24     | 0      | + 54,139  | Box   |
| 18   | Fernando Alonso  | Aston Martin Aramco-Mercedes | 24     | 0      | + 56,537  | Box   |
| 19   | Lance Stroll     | Aston Martin Aramco-Mercedes | 24     | 0      | + 57,983  | Box   |
| –    | Nico Hülkenberg  | Haas-Ferrari                 | 19     | 0      | DNF       | 12    |

Anmerkungen
1. ↑  Verstappen erhielt eine Fünf-Sekunden-Zeitstrafe für einen Verstoß gegen die virtuellen Safety-Car-Regeln. Er rutschte dadurch vom dritten auf den vierten Platz.

### Qualifying
| Pos.                                                                      | Fahrer           | Konstrukteur                 | Q1       | Q2       | Q3         | Start |
| ------------------------------------------------------------------------- | ---------------- | ---------------------------- | -------- | -------- | ---------- | ----- |
| 01                                                                        | Lando Norris     | McLaren-Mercedes             | 1:30,944 | 1:24,844 | 1:23,405   | 01    |
| 02                                                                        | George Russell   | Mercedes                     | 1:29,121 | 1:26,307 | 1:23,578   | 02    |
| 03                                                                        | Yuki Tsunoda     | RB-Honda RBPT                | 1:29,172 | 1:26,464 | 1:24,111   | 03    |
| 04                                                                        | Esteban Ocon     | Alpine-Renault               | 1:29,171 | 1:26,206 | 1:24,475   | 04    |
| 05                                                                        | Liam Lawson      | RB-Honda RBPT                | 1:30,758 | 1:25,654 | 1:24,484   | 05    |
| 06                                                                        | Charles Leclerc  | Ferrari                      | 1:29,839 | 1:26,097 | 1:24,525   | 06    |
| 07                                                                        | Alexander Albon  | Williams-Mercedes            | 1:29,072 | 1:25,889 | 1:24,657   | 07    |
| 08                                                                        | Oscar Piastri    | McLaren-Mercedes             | 1:30,114 | 1:25,179 | 1:24,686   | 08    |
| 09                                                                        | Fernando Alonso  | Aston Martin Aramco-Mercedes | 1:30,207 | 1:25,035 | 1:28,998   | 09    |
| 10                                                                        | Lance Stroll     | Aston Martin Aramco-Mercedes | 1:30,580 | 1:26,334 | keine Zeit | 10    |
| 11                                                                        | Valtteri Bottas  | Kick Sauber-Ferrari          | 1:30,633 | 1:26,472 | –          | 11    |
| 12                                                                        | Max Verstappen   | Red Bull Racing-Honda RBPT   | 1:28,522 | 1:27,771 | –          | 17    |
| 13                                                                        | Sergio Pérez     | Red Bull Racing-Honda RBPT   | 1:30,035 | 1:28,158 | –          | 12    |
| 14                                                                        | Carlos Sainz jr. | Ferrari                      | 1:30,303 | 1:29,406 | –          | Box   |
| 15                                                                        | Pierre Gasly     | Alpine-Renault               | 1:29,420 | 1:29,614 | –          | 14    |
| 16                                                                        | Lewis Hamilton   | Mercedes                     | 1:31,150 | –        | –          | 15    |
| 17                                                                        | Oliver Bearman   | Haas-Ferrari                 | 1:31,229 | –        | –          | 16    |
| 18                                                                        | Franco Colapinto | Williams-Mercedes            | 1:31,270 | –        | –          | 18    |
| 19                                                                        | Nico Hülkenberg  | Haas-Ferrari                 | 1:31,623 | –        | –          | 19    |
| 20                                                                        | Zhou Guanyu      | Kick Sauber-Ferrari          | 1:32,263 | –        | –          | 20    |
| 107-Prozent-Zeit: 1:34,718 min (bezogen auf Q1-Bestzeit von 1:28,522 min) |                  |                              |          |          |            |       |

Anmerkungen
1. ↑  Verstappen erhielt eine Startplatzstrafe von fünf Plätzen für die Verwendung des sechsten Verbrennungsmotors.
2. ↑  Sainz jr. qualifizierte sich als 14., musste das Rennen jedoch aus der Boxengasse starten, da an seinem Wagen unter Parc-fermé-Bedingungen gearbeitet wurde.
3. ↑  Da das Qualifying auf nasser Strecke stattfand, galt die 107 %-Regel nicht.

### Rennen
| Pos.                                                              | Fahrer           | Konstrukteur                 | Runden | Stopps | Zeit        | Start | Schnellste Rennrunde |
| ----------------------------------------------------------------- | ---------------- | ---------------------------- | ------ | ------ | ----------- | ----- | -------------------- |
| 01                                                                | Max Verstappen   | Red Bull Racing-Honda RBPT   | 69     | 1      | 2:06:54,430 | 17    | 1:20,472 (67.)       |
| 02                                                                | Esteban Ocon     | Alpine-Renault               | 69     | 1      | + 19,477    | 04    | 1:21,771 (64.)       |
| 03                                                                | Pierre Gasly     | Alpine-Renault               | 69     | 1      | + 22,532    | 13    | 1:21,645 (66.)       |
| 04                                                                | George Russell   | Mercedes                     | 69     | 2      | + 23,265    | 02    | 1:21,645 (66.)       |
| 05                                                                | Charles Leclerc  | Ferrari                      | 69     | 2      | + 30,177    | 06    | 1:21,631 (60.)       |
| 06                                                                | Lando Norris     | McLaren-Mercedes             | 69     | 2      | + 31,372    | 01    | 1:21,517 (67.)       |
| 07                                                                | Yuki Tsunoda     | RB-Honda RBPT                | 69     | 2      | + 42,056    | 03    | 1:21,828 (69.)       |
| 08                                                                | Oscar Piastri    | McLaren-Mercedes             | 69     | 2      | + 44,943    | 08    | 1:21,532 (69.)       |
| 09                                                                | Liam Lawson      | RB-Honda RBPT                | 69     | 2      | + 50,452    | 05    | 1:22,123 (67.)       |
| 10                                                                | Lewis Hamilton   | Mercedes                     | 69     | 2      | + 50,753    | 14    | 1:22,041 (69.)       |
| 11                                                                | Sergio Pérez     | Red Bull Racing-Honda RBPT   | 69     | 2      | + 51,531    | 12    | 1:22,143 (67.)       |
| 12                                                                | Oliver Bearman   | Haas-Ferrari                 | 69     | 2      | + 57,085    | 15    | 1:22,494 (64.)       |
| 13                                                                | Valtteri Bottas  | Kick Sauber-Ferrari          | 69     | 1      | + 1:03,588  | 11    | 1:22,877 (67.)       |
| 14                                                                | Fernando Alonso  | Aston Martin Aramco-Mercedes | 69     | 2      | + 1:18,049  | 09    | 1:22,293 (59.)       |
| 15                                                                | Zhou Guanyu      | Kick Sauber-Ferrari          | 69     | 3      | + 1:19,649  | 19    | 1:23,058 (65.)       |
| –                                                                 | Carlos Sainz jr. | Ferrari                      | 38     | 2      | DNF         | Box   | 1:24,201 (19.)       |
| –                                                                 | Franco Colapinto | Williams-Mercedes            | 30     | 1      | DNF         | 16    | 1:24,296 (21.)       |
| DNS                                                               | Alexander Albon  | Williams-Mercedes            | –      | –      | –           | –     | –                    |
| DNS                                                               | Lance Stroll     | Aston Martin Aramco-Mercedes | –      | –      | –           | –     | –                    |
| DSQ                                                               | Nico Hülkenberg  | Haas-Ferrari                 | 30     | 0      | DNF         | 18    | 1:23,764 (21.)       |
| Fahrer des Tages: Max Verstappen (39,6 % der abgegebenen Stimmen) |                  |                              |        |        |             |       |                      |

Anmerkungen
1. ↑  Piastri wurde Siebter, erhielt jedoch eine Zeitstrafe von zehn Sekunden, weil er eine Kollision mit Lawson verursacht hatte
2. ↑  Albon startete nicht zum Rennen, da sein Auto nach einem schweren Unfall im Qualifying nicht rechtzeitig repariert wurde. Sein Platz in der Startaufstellung blieb frei
3. ↑  Stroll startete das Rennen nicht, da er das Auto während der Einführungsrunde ins Kiesbett fuhr. Sein Platz in der Startaufstellung blieb frei
4. ↑  Hülkenberg wurde disqualifiziert, nachdem er nach einem Dreher in Kurve 1 Hilfe von Streckenposten erhalten hatte, um wieder auf die Strecke zu kommen

## WM-Stände nach dem Rennen
Die ersten zehn des Rennens bekamen 25, 18, 15, 12, 10, 8, 6, 4, 2 bzw. 1 Punkt(e). Zusätzlich wurde ein Punkt für die schnellste Rennrunde vergeben, da der betreffende Fahrer unter den ersten Zehn ins Ziel kam.

### Fahrerwertung
| Pos. | Fahrer           | Konstrukteur                 | Punkte |
| ---- | ---------------- | ---------------------------- | ------ |
| 01   | Max Verstappen   | Red Bull Racing-Honda RBPT   | 393    |
| 02   | Lando Norris     | McLaren-Mercedes             | 331    |
| 03   | Charles Leclerc  | Ferrari                      | 307    |
| 04   | Oscar Piastri    | McLaren-Mercedes             | 262    |
| 05   | Carlos Sainz jr. | Ferrari                      | 244    |
| 06   | George Russell   | Mercedes                     | 192    |
| 07   | Lewis Hamilton   | Mercedes                     | 190    |
| 08   | Sergio Pérez     | Red Bull Racing-Honda RBPT   | 151    |
| 09   | Fernando Alonso  | Aston Martin Aramco-Mercedes | 62     |
| 10   | Nico Hülkenberg  | Haas-Ferrari                 | 31     |
| 11   | Yuki Tsunoda     | RB-Honda RBPT                | 28     |
| 12   | Pierre Gasly     | Alpine-Renault               | 26     |

| Pos. | Fahrer           | Konstrukteur                 | Punkte |
| ---- | ---------------- | ---------------------------- | ------ |
| 13   | Lance Stroll     | Aston Martin Aramco-Mercedes | 24     |
| 14   | Esteban Ocon     | Alpine-Renault               | 23     |
| 15   | Kevin Magnussen  | Haas-Ferrari                 | 14     |
| 16   | Alexander Albon  | Williams-Mercedes            | 12     |
| 17   | Daniel Ricciardo | RB-Honda RBPT                | 12     |
| 18   | Oliver Bearman   | Ferrari / Haas-Ferrari       | 7      |
| 19   | Franco Colapinto | Williams-Mercedes            | 5      |
| 20   | Liam Lawson      | RB-Honda RBPT                | 4      |
| 21   | Zhou Guanyu      | Kick Sauber-Ferrari          | 0      |
| 22   | Logan Sargeant   | Williams-Mercedes            | 0      |
| 23   | Valtteri Bottas  | Kick Sauber-Ferrari          | 0      |

### Konstrukteurswertung
| Pos. | Konstrukteur                 | Punkte |
| ---- | ---------------------------- | ------ |
| 01   | McLaren-Mercedes             | 593    |
| 02   | Ferrari                      | 557    |
| 03   | Red Bull Racing-Honda RBPT   | 544    |
| 04   | Mercedes                     | 382    |
| 05   | Aston Martin Aramco-Mercedes | 86     |

| Pos. | Konstrukteur        | Punkte |
| ---- | ------------------- | ------ |
| 06   | Alpine-Renault      | 49     |
| 07   | Haas-Ferrari        | 46     |
| 08   | RB-Honda RBPT       | 44     |
| 09   | Williams-Mercedes   | 17     |
| 10   | Kick Sauber-Ferrari | 0      |